# Sauvagella robusta
Sauvagella robusta és una espècie de peix pertanyent a la família dels clupeids.

## Descripció
- Pot arribar a fer 4,7 cm de llargària màxima.
- Nombre de vèrtebres: 38-40.
- 11-15 radis tous a l'aleta dorsal i 13-17 a l'anal.[2]

## Hàbitat
És un peix d'aigua dolça, pelàgic i de clima tropical.

## Distribució geogràfica
Es troba a Madagascar.

## Observacions
És inofensiu per als humans.